# Charles-Borwin de Mecklembourg-Strelitz

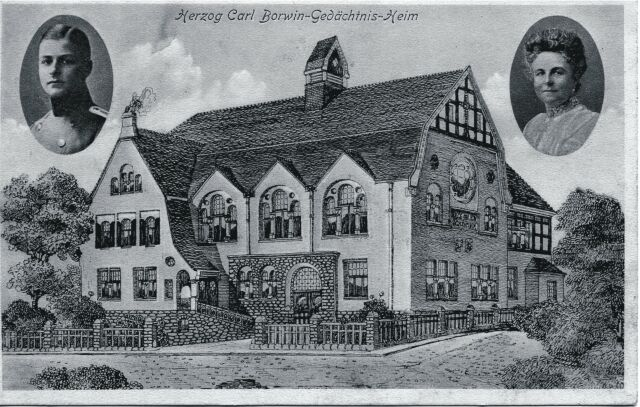
Herzog Carl Borwin-Gedächtnis-Heim, carte postale vers 1910 avec les photos de Charles-Borwin et de sa mère, la grande-duchesse Élisabeth

Charles-Borwin de Mecklembourg-Strelitz (en allemand Karl Borwin Christian Alexander Arthur von Mecklenburg-Strelitz), né le 10 octobre 1888 à Neustrelitz et mort le 24 août 1908 au Ban-Saint-Martin, près de Metz, est un prince de la maison de Mecklembourg.

## Biographie
Charles-Borwin-Chrétien-Alexandre-Arthur (Karl Borwin Christian Alexander Arthur) est le quatrième enfant et le second fils du grand-duc Adolphe-Frédéric V de Mecklembourg-Strelitz et de son épouse Élisabeth d'Anhalt. Il est le frère cadet du prince héritier Adolphe-Frédéric, son aîné de six ans.
En 1908, Charles-Borwin étudie l'art de la guerre à l'École de guerre de Metz, une ville de garnison animée d'Alsace-Lorraine (Reichsland Elsaß-Lothringen). Afin de défendre l'honneur de sa sœur, la duchesse Marie de Mecklembourg-Strelitz, il défie en duel son beau-frère, le comte Georges Jametel, qui entretient une relation avec l'infante Eulalie de Bourbon. Mortellement blessé lors de ce duel, le 24 août 1908, il trouve la mort peu après, à l'âge de dix-neuf ans. De Metz, le corps est alors transporté à Mirow dans le duché de Mecklembourg-Strelitz, où il est inhumé le 31 août, dans la nouvelle crypte de l'église du château de Mirow. La cause de son décès est alors tenue secrète, et les journaux de l'époque rapportent que sa disparition est due à une maladie de cœur, ou encore à un accident de voiture. C'est pourquoi son décès suscite encore parfois des interrogations.

## Postérité
Une fondation en mémoire de Charles-Borwin, la Herzog-Carl-Borwin-Gedächtnisstiftung, est créée par sa mère en 1910. Son siège se trouve à Neustrelitz, dans un bâtiment appelé Borwinheim (de).

## Distinctions
- Grand-croix de l'ordre de la Couronne de Wende (Mecklembourg) 12 mars 1905.
- Chevalier de l'ordre du Griffon (grand-duché de Mecklembourg-Schwerin).
- Grand-croix de l'ordre d'Albert l'Ours (Anhalt).

## Sources
- (de) Nekrolog Karl Borwin, Herzog von Mecklenburg-Strelitz, 	in Biographisches Jahrbuch und deutscher Nekrolog. vol 13, Berlin, 1910 (p. 61).
- (de) Helmut Borth, Tödliche Geheimnisse. Das Fürstenhaus Mecklenburg-Strelitz. Ende ohne Glanz und Gloria. Verlag Steffen, Friedland, 2007.